# Gabriel de Vallseca

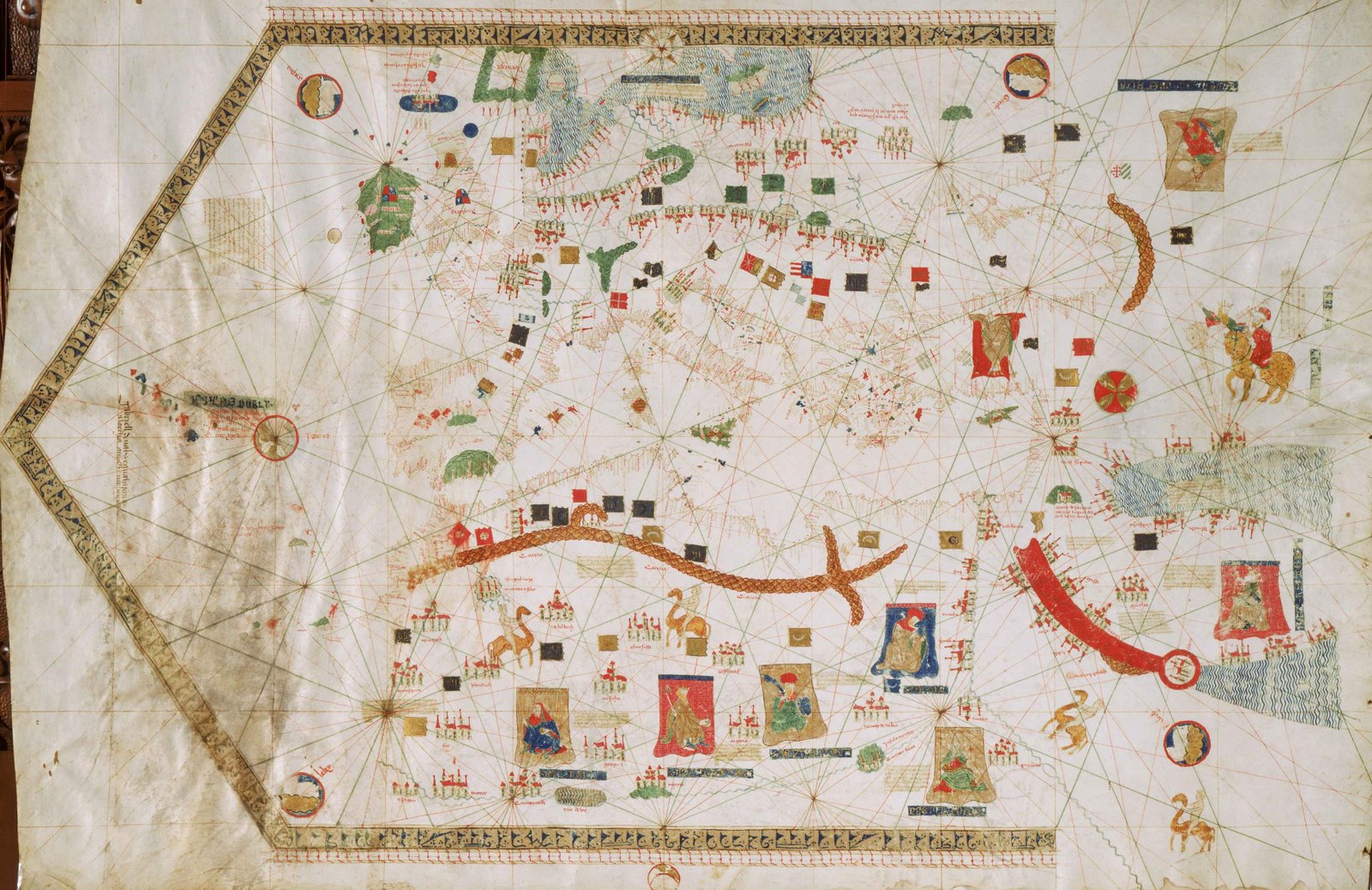
Portulano de Gabriel de Valseca (1439).

Gabriel de Vallseca, também referido como Gabriel de Valseca e Gabriel de Valsequa (século XV) foi um cartógrafo catalão ligado à chamada Escola de Maiorca.
Judeu convertido da Escola Hebraica da Catalunha, certos autores creem que era filho de Hayim ibn Rish, da família Cresques (NOVINSKY, 1990/91:68).

## Obra
É autor de várias cartas-portulano, uma conservada no Museo Marítimo, Reales Atarazanas de Barcelona (1439), três na Biblioteca Nacional da França (datadas de 1447), e uma no Archivio di Stato de Florença (1449).

### A carta de 1439
Esta carta, representativa da cartografia maiorquina, foi desenhada sobre pergaminho em Maiorca, em 1439. Representa o mar Mediterrâneo, e nela podem ser observados o mar Negro, o mar de Azof, o Golfo Pérsico, bem como o oceano Atlântico, desde a altura da Noruega até ao rio do Ouro, com as ilhas Britânicas, da Madeira e das Canárias, assim como as ilhas imaginárias de Till, Brasil e Man.
Foi utilizada por Américo Vespúcio em sua viagem ao continente Americano em 1499, ocasião em que participou da expedição de Alonso de Ojeda. Em seu verso há uma anotação que informa:
"Questa ampia pella di geographia fue pagata da Amerigo Vespucci - LXXX ducati di oro di marco."
Ela testemunha assim que Vespúcio valeu-se de uma carta náutica maiorquina para viajar ao Novo Mundo. Acredita-se que Vespúcio a possa ter adquirido em Florença, uma vez que outro portulano do mesmo cartógrafo, datado de 1449, se conserva naquela cidade. Estas cartas náuticas chegaram a Florença certamente durante o reinado de Afonso V de Aragão, o Magnánimo.
Integrou o acervo da Biblioteca dos Condes de Montenegro, em Palma de Maiorca, até 1917. Posteriormente passou ao Institut d'Estudis Catalans, e sucessivamente à Biblioteca de Cataluña até chegar, como depósito, ao Museo Marítimo, Reales Atarazanas de Barcelona, onde se encontra na sala Ramón Llull. Constitui-se no mais antigo exemplar datado da cartografia maiorquina na Espanha.
Em 1869 o Conde de Montenegro recebeu a visita do compositor Frederic Chopin, acompanhado de Amandine-Aurore-Lucile Dupin, mais conhecida por seu pseudónimo George Sand. Na ocasião, o Conde mostrou aos seus ilustres visitantes esta carta e, certamente para evitar que a mesma se enrolasse sobre si, um criado do Conde colocou um tinteiro sobre uma de suas extremidades, com tanta infelicidade que o mesmo se virou, tendo a tinta causado danos irreparáveis à carta, nomeadamente no tocante à data de descobrimento das ilhas dos Açores.
Dela fez-se uma única reprodução para que figurasse na "Exposición Artístico Científica y Retrospectiva del IV Centenario del Descubrimiento del Nuevo Mundo", em Espanha. Esta reprodução passou posteriormente à posse do Museo Naval de Madrid, onde se conserva atualmente, com uma descrição que refere:
"Facsimile de la carta general de tierra y mares que hizo el cartógrafo mallorquín Gabriel de Valseca en (1439). El original pertenece al Exmo. Sr. Conde de Montenegro. Esta carta náutica está fechada en Palma de Mallorca, a 30 de Abril de 1892."
Esta carta apresenta interesse para a História dos Açores, uma vez que nela se encontram representadas as ilhas do arquipélago com algum rigor, em cuja legenda se regista:
"Aquestes isles foram trobades p diego de ???  pelot del rey de portugal an lay MCCCCXX?II" (Estas ilhas foram encontradas por Diego de ??? piloto do rei de Portugal no ano de 14??)
A leitura mais antiga que se conhece da carta de Valsequa é de 1789, feita por um maiorquino de nome Pasqual, que leu o sobrenome como "Guullen". Depois disso, sucederam-se leituras diferentes, com uma repetição desta.
De acordo com o estudo clássico que dela fez Damião Peres em 1943, este "Diego" seria Diogo de Silves, marinheiro a serviço do Infante D. Henrique, no ano de 1427.